# Tlalchapa
Tlalchapa es una localidad del estado mexicano de Guerrero. Es la cabecera del municipio de Tlalchapa.

## Toponimia
El nombre «Tlalchapa» proviene de los términos en náhuatl: tlalchi, bajo la tierra; apan, río. Su significado es «río que brota  de la tierra».

## Demografía
| Gráfica de evolución demográfica |
|                                  |

| Censo | Población |
| ----- | --------- |
| 1900  | 1 861     |
| 1910  | 2 248     |
| 1921  | 1 768     |
| 1930  | 2 014     |
| 1940  | 1 660     |
| 1950  | 2 410     |
| 1960  | 2 624     |
| 1970  | 2 721     |
| 1980  | 3 418     |
| 1990  | 4 934     |
| 2000  | 3 979     |
| 2010  | 4 067     |
| 2020  | 4 299     |